# 筋膜
筋膜（きんまく）（/ˈfæʃ(i)ə/;複数形fasciae/ˈfæʃii/;形容詞fascial;ラテン語：「バンド」）とは、皮膚下にあって脊椎動物の筋肉やその他内臓を結合・安定化し、包みこみ、分離する主にコラーゲン質の結合組織の膜（例えば腎臓と副腎を包むゲロタ筋膜）の総称である。
筋膜は層によって、浅筋膜、深筋膜に、またはその機能と解剖学的位置によって、内臓筋膜（臓側筋膜）頭頂筋膜（壁側筋膜）などに分類される。
筋膜はコラーゲンを主成分としている点で靭帯や腱に類似しているが、所在と機能が異なる。靭帯は骨と骨を結合し、腱は筋肉と骨を結合し、筋膜は筋肉やその他の組織を包む。
筋膜は全身の組織を包み込んでいるだけでなく、組織間の結合も担う結合組織である。筋膜という単語一つでまとめるのは困難であり、解剖学的に詳細な名称付けが必要だが、専門家の間でも分類方法が定まっていないのが現状である。
主に機械的にきわめて強靭なI型コラーゲン繊維からなる密性結合組織で膠原繊維束が種々の方向に交織するように走る。繊維間には少数の繊維（芽）細胞が存在する。
筋肉を包む筋膜にシワができたり固まったりすると、凝り（肩こりなど）の症状を引き起こすことがある。古くから行われている鍼や按摩、指圧、マッサージは、それらの筋膜を正常な状態にしていた可能性がある。筋膜の医学的研究は発展途上ではあるが、近年研究が進み、医学的に原因不明とされている疼痛の治療の研究が進む可能性がある。